# Carta di Roma per il Patrimonio Marittimo
La Carta di Roma per il Patrimonio Marittimo è un documento siglato a Roma il 9 marzo 2007 e sottoscritto da istituzioni nazionali, amministrazioni locali e attori pubblici e privati che operano per la tutela, la valorizzazione e la promozione del patrimonio marittimo attraverso progetti culturali, di ricerca scientifica e di divulgazione.

## Il concetto di Patrimonio Marittimo
La Carta di Roma include nella definizione di patrimonio marittimo gli asset naturali, scientifici, culturali, artistici, storici e folklorici che si sono sviluppati nel corso dei secoli dall'interazione tra l'uomo e l'ecosistema marino, sulle coste, in superficie e nelle profondità marine, nell'area geografica di riferimento.
La Carta di Roma per il patrimonio marittimo individua diversi tipi di patrimonio marittimo:
- Il patrimonio marittimo ambientale (emerso e sommerso): gli oceani, i mari, gli arcipelaghi, le isole, le coste, la flora, la fauna, le aree marine protette.
- Il patrimonio marittimo monumentale e architettonico (emerso e sommerso): i porti, i borghi marinari, i fari, le torri costiere, i siti archeologici costieri e sommersi, i monumenti celebrativi di personaggi o eventi storici, gli elementi architettonici e urbanistici decorativi.
- Il patrimonio marittimo storico, artistico (materiale e immateriale): i musei del mare, le imbarcazioni storiche, le carte e gli strumenti di navigazione, le opere letterarie, musicali, pittoriche, scultoriche, fotografiche e audiovisive che rappresentano e narrano elementi, storie e creature reali o immaginarie legate al mare.
- Il patrimonio marittimo produttivo ed economico: la cantieristica navale, la pesca professionale, il turismo, la ristorazione, i traffici commerciali ed energetici, il sistema portuale, l'industria navale, le risorse energetiche, la pesca e la maricoltura, il turismo marino.
- Il patrimonio marittimo sociale e culturale: la gestione integrata delle zone costiere, l'ecoturismo, le aree marine protette, gli sport acquatici, le tradizioni locali, le celebrazioni, gli eventi culturali, le feste popolari e folkloriche, le cerimonie e le festività religiose, le tradizioni enogastronomiche.

## Gli obiettivi
Gli obiettivi della Carta di Roma per il Patrimonio Marittimo sono:
- Individuare i siti storici legati alla cultura, tradizione e scienza marittima.
- Supportare l'istituzione di un modello di archivio del Patrimonio Marittimo Nazionale.
- Concorrere nell'organizzazione del Patrimonio Marittimo in settori tematici.
- Recuperare le identità marittime collegate alla storia ed alla cultura dei centri urbani.
- Sviluppare interventi di comunicazione e divulgazione del Patrimonio Marittimo (network, mostre, eventi, programmi scolastici, corsi formativi).
- Istituire un gruppo di lavoro tra i partner per attivare la comunicazione a livello internazionale dei lavori/progetti in corso e dei risultati ottenuti.
- Inquadrare e connettere il patrimonio marittimo in diversi contesti (ambientale, produttivo, servizi, turismo).
- Promuovere la valorizzazione del Patrimonio Marittimo inteso come beni e servizi mirati al benessere dei cittadini.
- Promuovere percorsi didattici e formativi delle discipline marinare.
- Promuovere forme innovative di uso ricreativo, culturale e sociale del Patrimonio Marittimo.
- Supportare programmi di ricerca scientifica per lo studio ed il recupero del Patrimonio Marittimo.
- Incentivare rapporti di cooperazione, sulla base delle rotte storiche dei traffici marittimi (grano, vino, olio, sale, spezie, tessuti, marmo, metalli, ecc..), con altri paesi che si affacciano sul Mediterraneo per intraprendere azioni di partenariato euromediterraneo Euromed [1] e nord-europei.
- Istituire un tavolo di lavoro per la raccolta e lo studio della normativa/direttive/regolamenti/indicazioni vigenti, in materia di protezione e sviluppo del Patrimonio Marittimo, e l'attuale applicazione.
- Promuovere iniziative di partenariato pubblico-privato per la realizzazione di piani strategici per la promozione del patrimonio tecnologico europeo nel settore marittimo.
- Promuovere iniziative di cooperazione con enti locali e regionali per una governance integrata e intersettoriale raccomandata dalla Comunità Europea per le future politiche marittime.
- Avviare procedure per includere il Patrimonio Marittimo, di particolare pregio, nei siti UNESCO, quale patrimonio dell'umanità.

## I firmatari
- Ministero per i Beni e le Attività Culturali
- Camera dei deputati
- Ministero dei trasporti
- Comune di Roma
- Provincia di Roma
- Regione Lazio
- Comune di Palermo
- Provincia di Palermo
- Regione Siciliana
- Comune di Venezia
- Provincia di Venezia
- Comune di Anzio
- Comune di Nettuno
- Comune di Santa Marinella
- Comune di Ladispoli
- Comune di Pomezia
- Comune di Cerveteri
- Marco Polo System GEIE Venezia
- Arsenale di Palermo - Museo del Mare
- SAFE - Sostenibilità Ambientale Fonti Energetiche
- Federcoopesca
- Marevivo
- AFIIS - ONLUS
- L.I.P.U.
- Romanatura
- Assonautica
- Istituto Sviluppo Sostenibile Italiano